# Carin Röhss
Carin Röhss, född Bressander 1804, död 1886, var en svensk redare och importör. 
Hon var dotterdotter till köpmannen Johan Gabriel Grönvall. Hon gifte sig 1831 med Wilhelm Röhss den äldre, vaktmästare hos hennes morfar, med vilken hon fick åtta barn. Genom giftermålet upptogs hennes make i morfaderns firma Grönvall & C:o, som maken fick överta i kompanjonskap med Elis Brusewitz. 
Hon ärvde vid makens död 1858 firman Grönvall & C:o, ett rederi och exportföretag av järn och metaller; Röhss och Brusewitz, Göteborgs största kolonialimportaffär; bruken Woxna, Gammalkroppa och Sällboda och åtta miljoner. Hon beskrivs som klok och handlingskraftig.  
Hon skötte båda verksamheten tills samtliga av hennes döttrar hade gift sig 1869, varpå hon överlämnade affärerna till sina söner August Röhss och Wilhelm Röhss den yngre. Hon gjorde flera uppmärksammade donationer till olika ändamål och stiftelser. 

### Fotnoter
- Carl Fredrik Lindahl, Svenska millionärer. Minnen och anteckningar / 7 (1897-1905)